# 内田和孝
内田 和孝（うちだ かずたか、1948年10月14日 - ）は、日本の彫刻家。
愛知県豊田市生まれ。石彫をメインとし、木彫、ブロンズ、和紙や光など多岐にわたり制作をした。豊田市にアトリエを持ち主にモニュメントを制作。2017年まで金城学院大学の教授を務める。その後は東京を拠点に日本とアメリカで活動を続け、2024年10月に肺癌にて逝去。

## 略歴
- 1948年 愛知県豊田市に生まれる
- 1972年 多摩美術大学彫刻科を卒業 　　　　Salon de la Jeune Sculpture（仏、75年まで毎年）
- 1973年 フランスセナーの森野外彫刻美術館に「圧縮された空間」を設置 　　　　Salon des Realites Nouvelles（仏、74・75年も）
- 1975年 パリ国立美術学校彫刻科に留学(71年から)
- 1978年 第6回須磨離宮公園現代彫刻展 出品
- 1980年 第7回須磨離宮公園現代彫刻展 出品
- 1982年 ネパール手工芸の調査（カトマンズー・キルティプール・パタン・バドガオン）
- 1985年 セントラル美術館アート・フェア’85 出品
- 1986年 土気明日見が丘公園にモニュメント制作
- 1987年 神奈川自治会館に「絆」を設置、境川橋親柱「波紋」を制作
- 1988年 新宿MOA街に「天と地と」を設置、宜野湾農協（沖縄県）に「夜明け前」を設置、神奈川県立四季の森公園に「地球の丸み」を設置
- 1990年 湘南海岸サーフ90に「地球の丸み」モニュメント設置
- 1991年 パンザイ・クリフ平和公園の設計およびモニュメント（サイパン）を制作
- 1993年 オレゴン大学客員芸術家（国際交流基金フェローシップ）
- 1995年 NWSSAシンポジウム会員（アメリカ） 　　　　マーブル・マーブル彫刻シンポジウム会員（アメリカ）
- 1998年 中京大学Centerビルモニュメント制作
- 2002年 筑紫の丘斎場ホールモニュメント制作
- 2003年 Sax Stone Carving ワークショップゲストアーティスト（アメリカ）

## 受賞歴
- 1970年 行動美術協会展奨励賞を受賞する
- 1978年 第6回須磨離宮公園現代彫刻展にて宇部市野外彫刻美術館賞、群馬県立近代美術館賞受賞
- 1979年 第8回現代日本彫刻展模型入選
- 1980年 第7回須磨離宮公園現代彫刻展にて神戸市公園協会賞受賞
- 2004年 LAKE OSWEGO Festival of the Arts,Juror’s Award Oregon U・S・A
- 2006年 第16回日本建築美術工芸協会賞奨励賞受賞

## 著書
- 1991年 内田和孝彫刻作品集（日本語・英語・中国語版）総頁数108頁　駸々堂出版株式会社